# Kaliyuru, Tirumakudal Narsipur
Kaliyuru là một làng thuộc tehsil Tirumakudal Narsipur, huyện Mysore, bang Karnataka, Ấn Độ.